# Gerhard Morell
Gerhard Heinrich Matthias Morell (født ca. 1710 i København, død 28. maj 1771 sammesteds) var en dansk kunsthandler og kongelig kunstkammerforvalter. Store dele af det nuværende Statens Museum for Kunsts ældre samling blev indkøbt af Morell.

## Karriere
Han var søn af en Anna Dorothea (gift 2. gang før 1746 med Thomas Nicolaus Holschmacher) og NN. Angiveligt var Morell uddannet som maler, men intet værk af ham kendes. Han må tidligt have fokuseret på kunsthandelsen som sin metier, for 1745 benævnes Morell kabinetsinspektør hos markgreven af Bayreuth, antagelig dronning Sophie Magdalenes bror Frederik Ernst. Morell opholdt sig meget i udlandet; især i Hamborg, hvor han 1746 tog borgerskab som eddikebrygger. Han flyttede så til København og kom i kongens tjeneste. Fra ca. 1756 solgte Morell væsentlige kunstværker til kongen og præsenterede i 1759 en plan til indrettelse af et galleri på Christiansborg Slot. Galleriet skulle rumme dels udvalgte værker fra Kunstkammeret, dels nyindkøbte værker. Frederik V godtog planen, og Morell rejste samme år til Holland med rejsepas som kongens "thecnophylacii director" (leder af kongens kunstsamling) og fik samtidig løfte på at efterfølge kunstkammerforvalteren Johann Salomon Wahl. 1763 var han igen på indkøbsrejse til udlandet, og 1762 tog Morell fat på indrettelsen af det store galleri på Christiansborg, som var tilendebragt 1764. Indtil den ødelæggende slotsbrand 1794 var Morells samling berømt også i udlandet. 1767 lagde han kronen på værket og gav den nye konge en håndskreven katalog over samlingen.

## Vurdering
Morells betydning kan næppe overvurderes, for han stod for etableringen af den første udsøgt kuraterede kunstsamling i Danmark. Samtidig havde han god økonomisk sans, og i årene 1757-64 skaffede han eksempelvis for en beskeden pris – over 10.000 rigsdaler – henved 200 gamle malerier, deriblandt mange af kunstmuseets mesterværker. 1765 blev han kunstkammerforvalter, men da han tiltrådte, havde han allerede udført sit livsværk. Lorenz Spengler blev hans efterfølger. Morell var ikke kun i kongens tjeneste, men skaffede også malerier til sin tids øvrige store samlere på den tid: Otto Thott, Johan Ludvig Holstein og Adam Gottlob Moltke, hvis samling han ligeledes katalogiserede.
I 1741 fik en italiener ved navn Michael Morell dansk rejsepas til udlandet som kunsthandler. Om der er en familierelation, vides ikke.
Morell blev gift 25. januar 1746 i Hamborg med Maria Elisabeth Deroden (ca. 1707, måske i Tønder – 17. august 1772 på Charlottenborg, gift 1. gang med Jakob Hahn). Stedmor (?): Joanne Marguerite Deroden (1705-1759).
Han er begravet i Sankt Petri Kirke.